# 馬自達CX-9
馬自達CX-9（日语：マツダCX-9）乃日本馬自達汽車公司於2007年至2023年之間推出的大型跨界休旅車，可搭乘七人，專供北美洲、亞洲部份市場銷售。

## 概要
該款車首先在2006年4月13日舉辦的紐約國際車展上公開亮相，隨即於隔年2月在北美洲地區開始銷售，且臺灣、澳洲、菲律賓、印尼、香港等地都有上市，唯獨日本沒有。CX-9的外觀設計與馬自達CX-7相近，加上七人座座椅與排氣量較大的引擎，可說是CX-7的放大版。不過兩者的機械結構完全不同，由於第一代CX-9採用福特汽車的CD3平台，部份元件反而流用福特Edge的零件。

## 歷史

### 第一代（2007年-2016年）
2007年 - 自2006年第二代MPV在北美地區停止銷售以來，2007年2月上市的CX-9設計成三排、七人座位，實質上算是MPV的後繼車種。動力來源部分，原先搭載3.5L V型六缸DOHC MZI引擎（實際上就是福特汽車的Cyclone型引擎），最大馬力265hp、最大扭力339N·m。美規的標準配備包括DSC動態穩定系統、TCS循跡控制系統、RSC翻滾穩定控制系統、駕駛座與助手席SRS前輔助安全氣囊、左右車側防護氣簾等。
2008年 - 原廠實施小改款，改以3.7L V型六缸DOHC MZI引擎（事實上亦為福特汽車的Cyclone型引擎）取代舊有3.5L引擎，最大馬力提升至273hp / 6,250rpm、最大扭力366N·m / 4,250rpm；變速系統則搭配日本愛信精機公司（（日語）アイシン精機株式会社）的F21++型六速手自排變速系統。此外，高階車型加裝了BSM盲點偵測系統。
在美國國家公路交通安全管理局的撞擊測試報告中，CX-9在正面與側面撞擊測試中都獲得五顆星的最高評等；而在翻滾測試中，也成為第一款獲得四顆星評價的豪華休旅車（LSUV）車款。另外，美國《Motor Trend汽車雜誌》在2008年將「年度最佳SUV車」獎頒給馬自達CX-9，其候選車款包含別克Enclave及日產Rogue。
2010年 - 進行小改款，為了呼應馬自達家族車種「開口笑」的特徵，前下巴防護桿的進氣口改得更大，霧燈造型也改變。另外，加裝三區獨立恆溫空調系統、藍芽免持介面等標準配備。
2013年 - 再次小改款，呼應原廠新的車型設計概念「魂動 - Soul of Motion」，進氣壩、前保桿、頭燈組均重新設計，但動力心臟和變速箱沒有改變。
2014年 - 2月第二次小改款的CX-9正式引進臺灣，翌年4月時臺灣市場的售價陡降新台幣21萬9千元之多，但取消Bose音響。

#### 安全性召回
2010年3月1日美國馬自達宣布召回約12,300輛安裝前排座椅加熱裝置的CX-9。因座椅加熱電路有缺陷，在寒冷的氣候條件下，座椅加熱控制電路因接地不充分，可能出現過熱及失效而導致座墊出現冒煙和起火燒毀的風險。馬自達經銷商對這種加熱裝置加裝接地線，並檢修前排座椅。

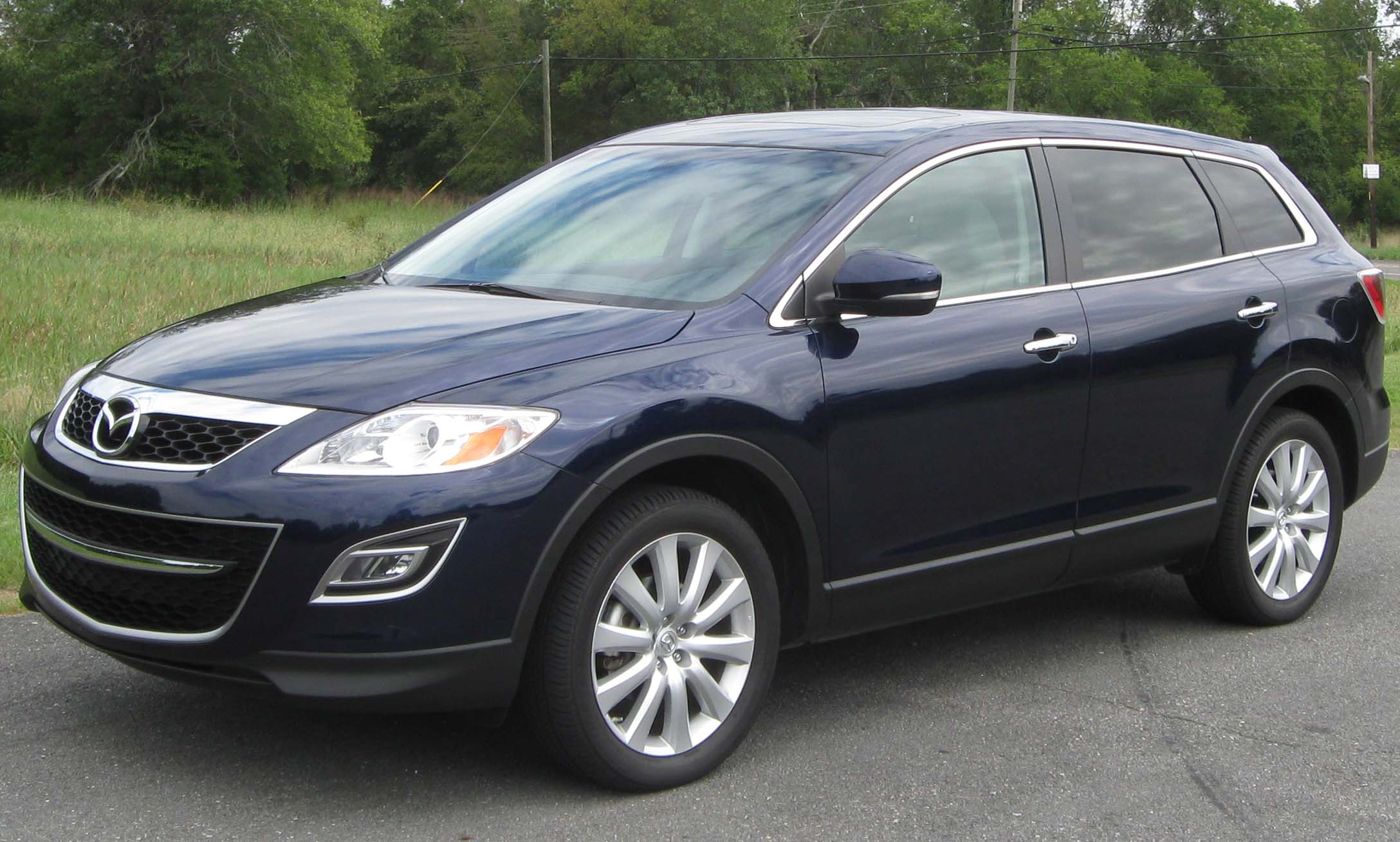
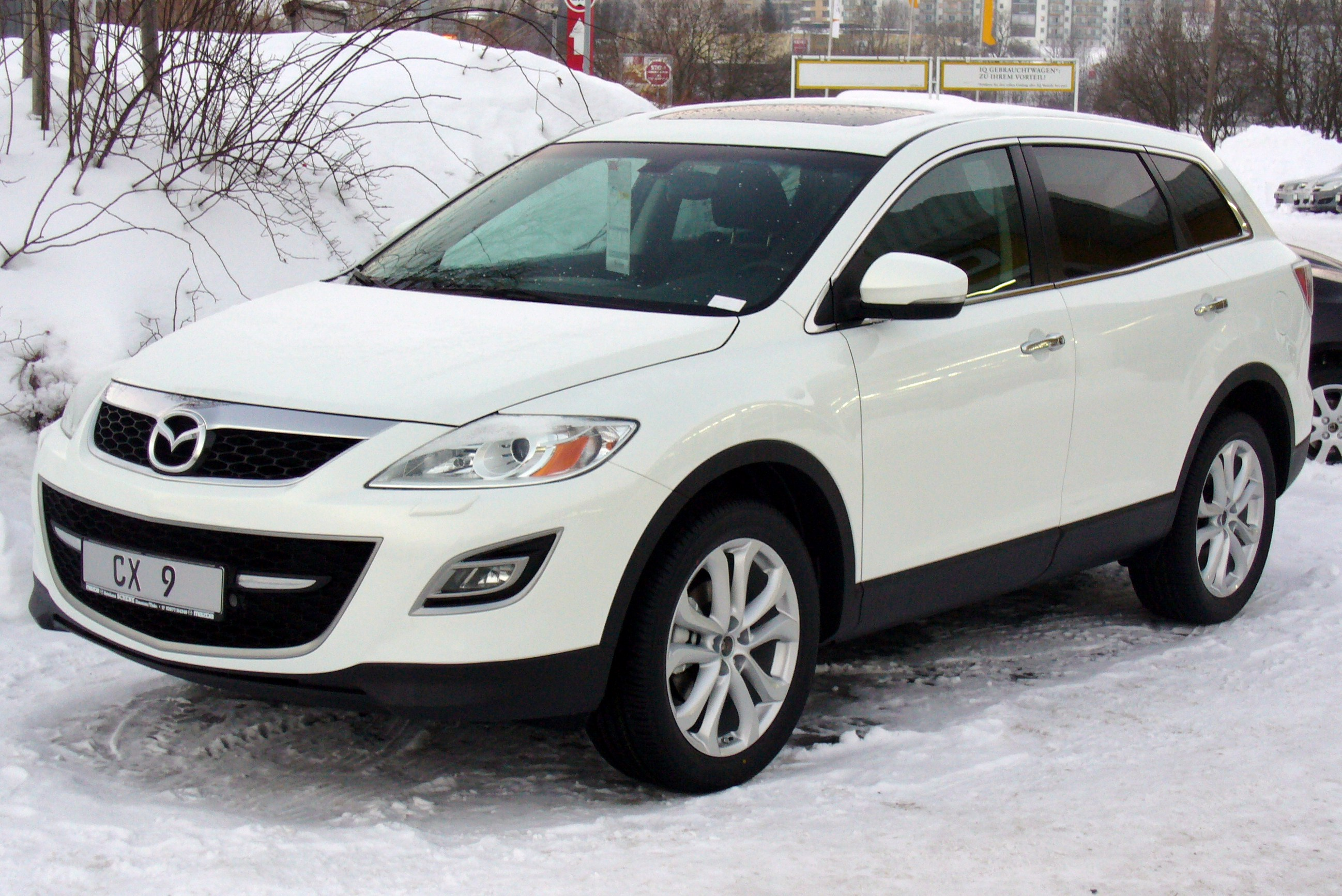
前期型車頭
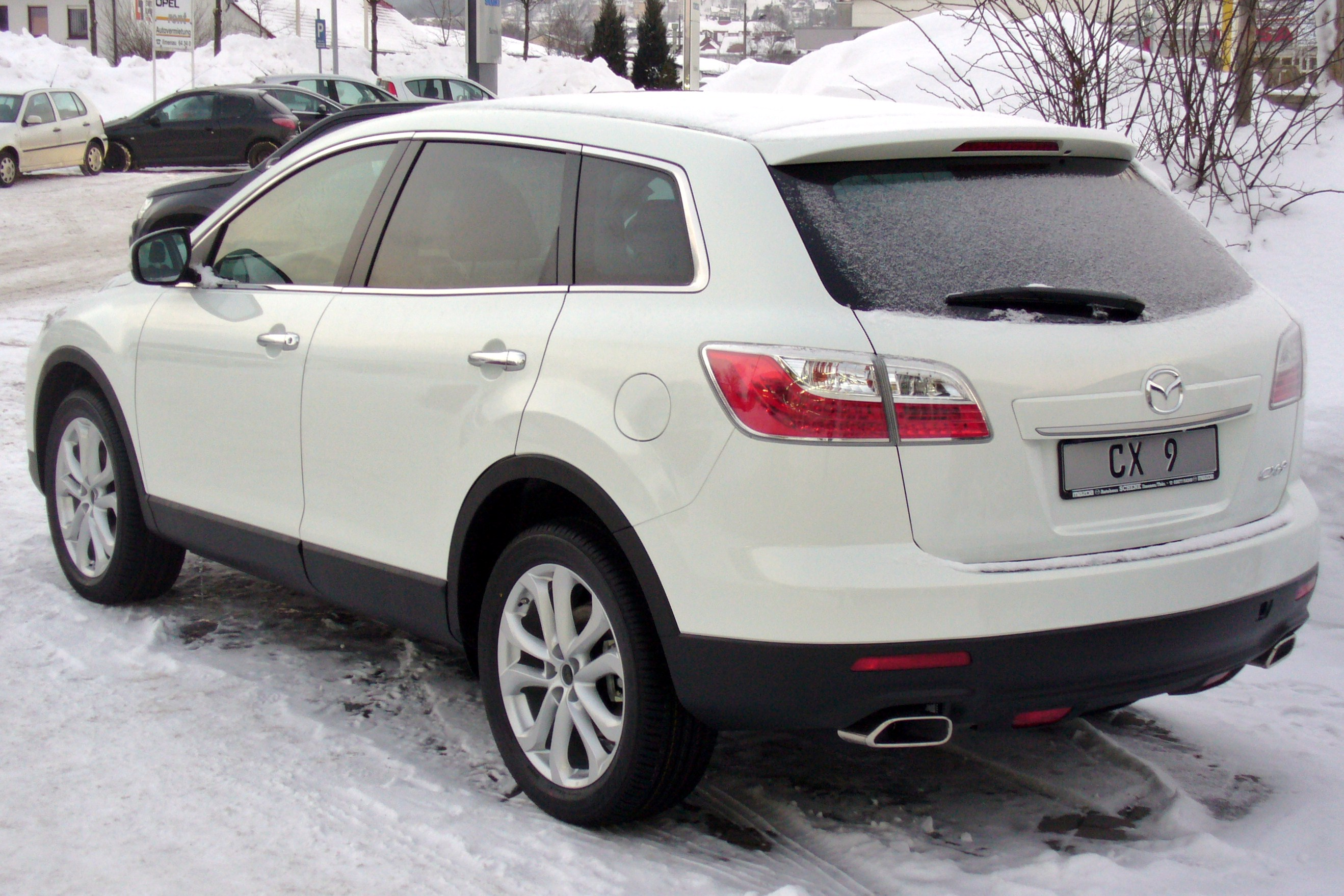
前期型車尾
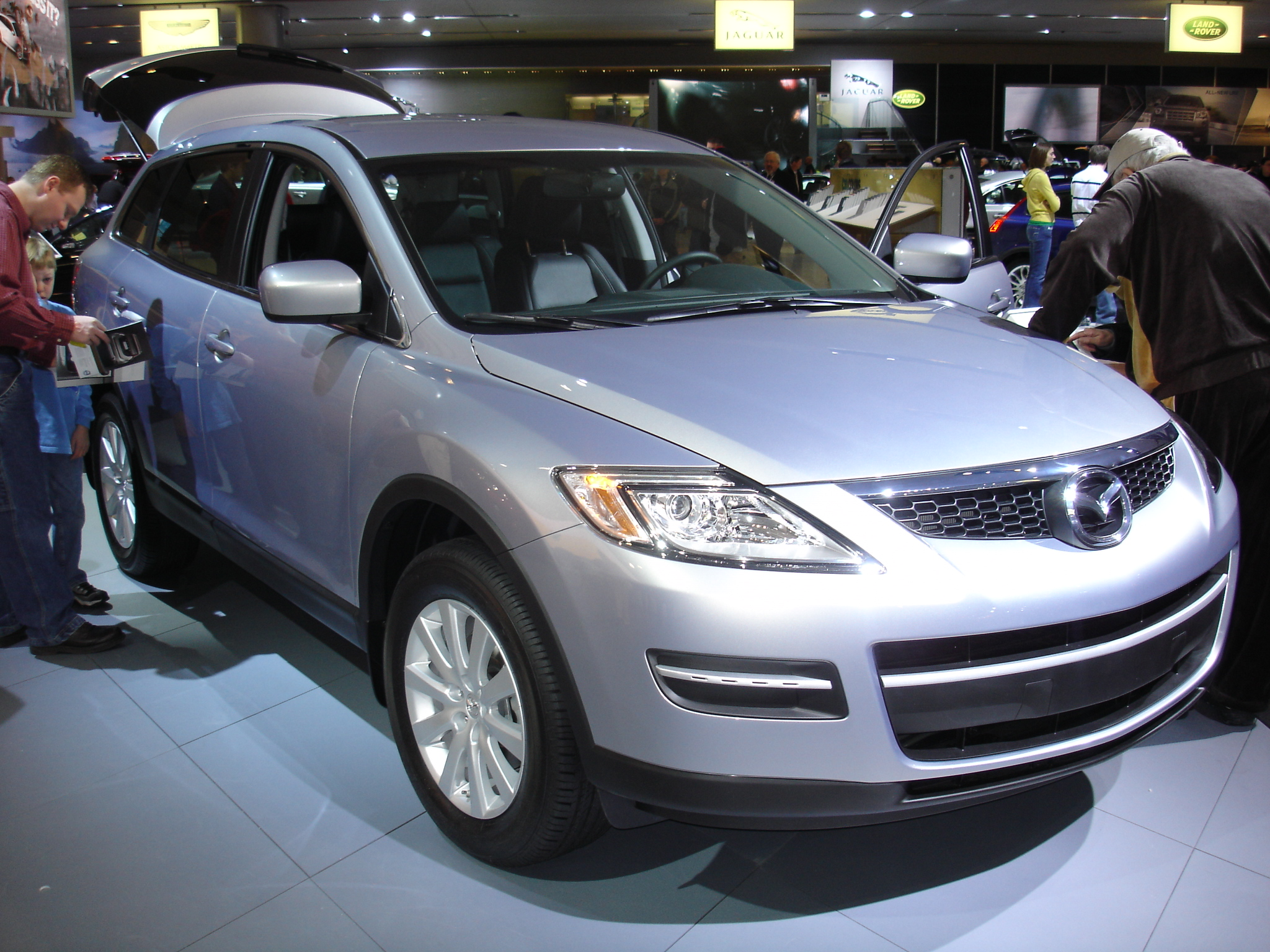
車展上的CX-9
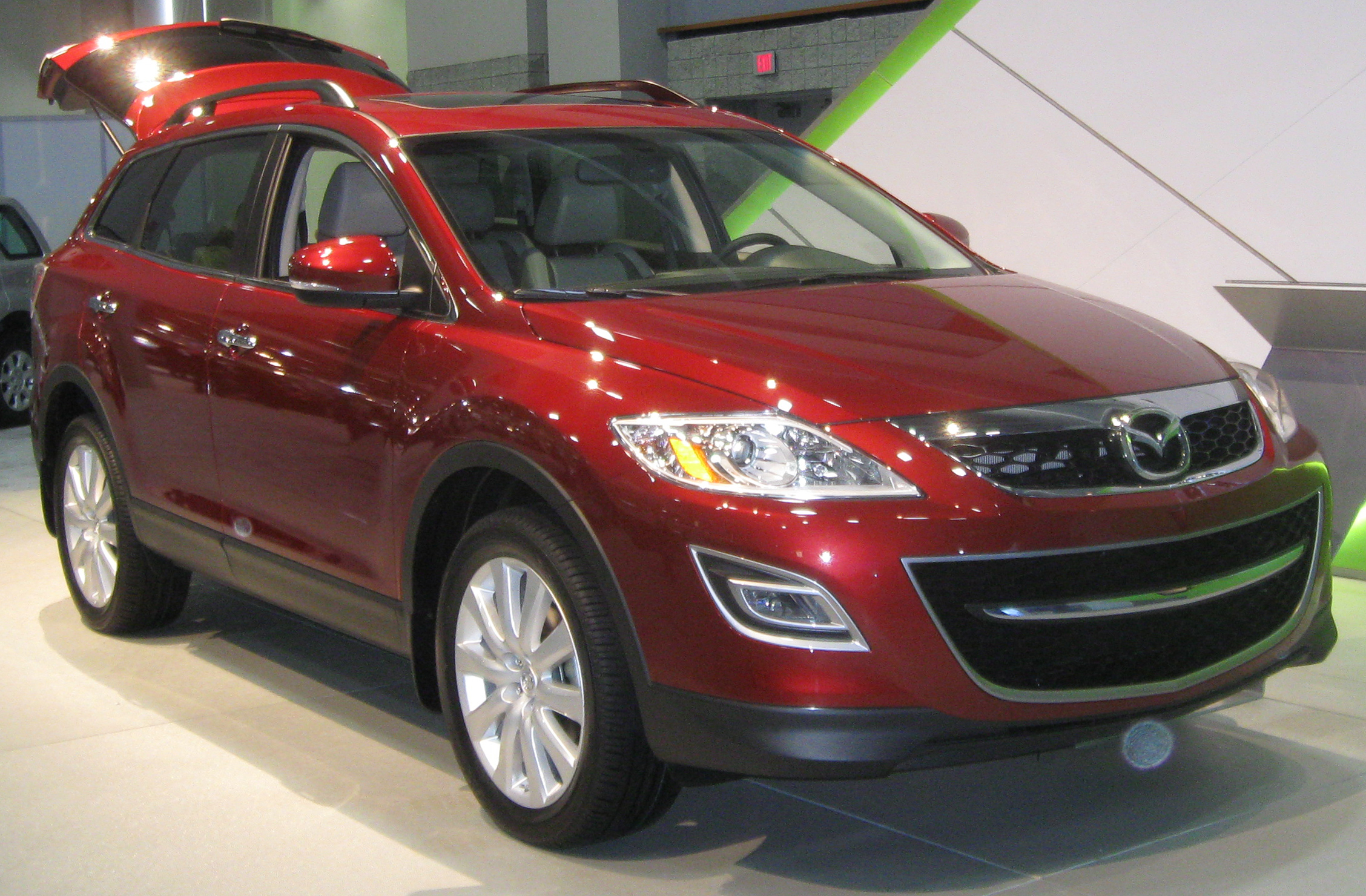
2010年華盛頓車展
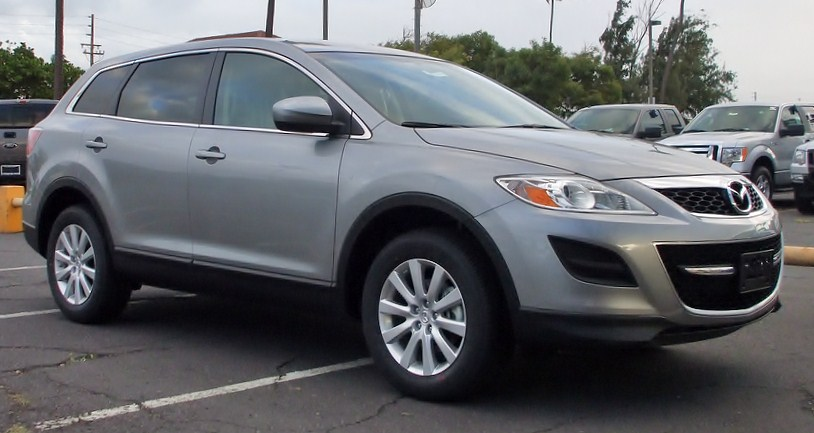
美規CX-9
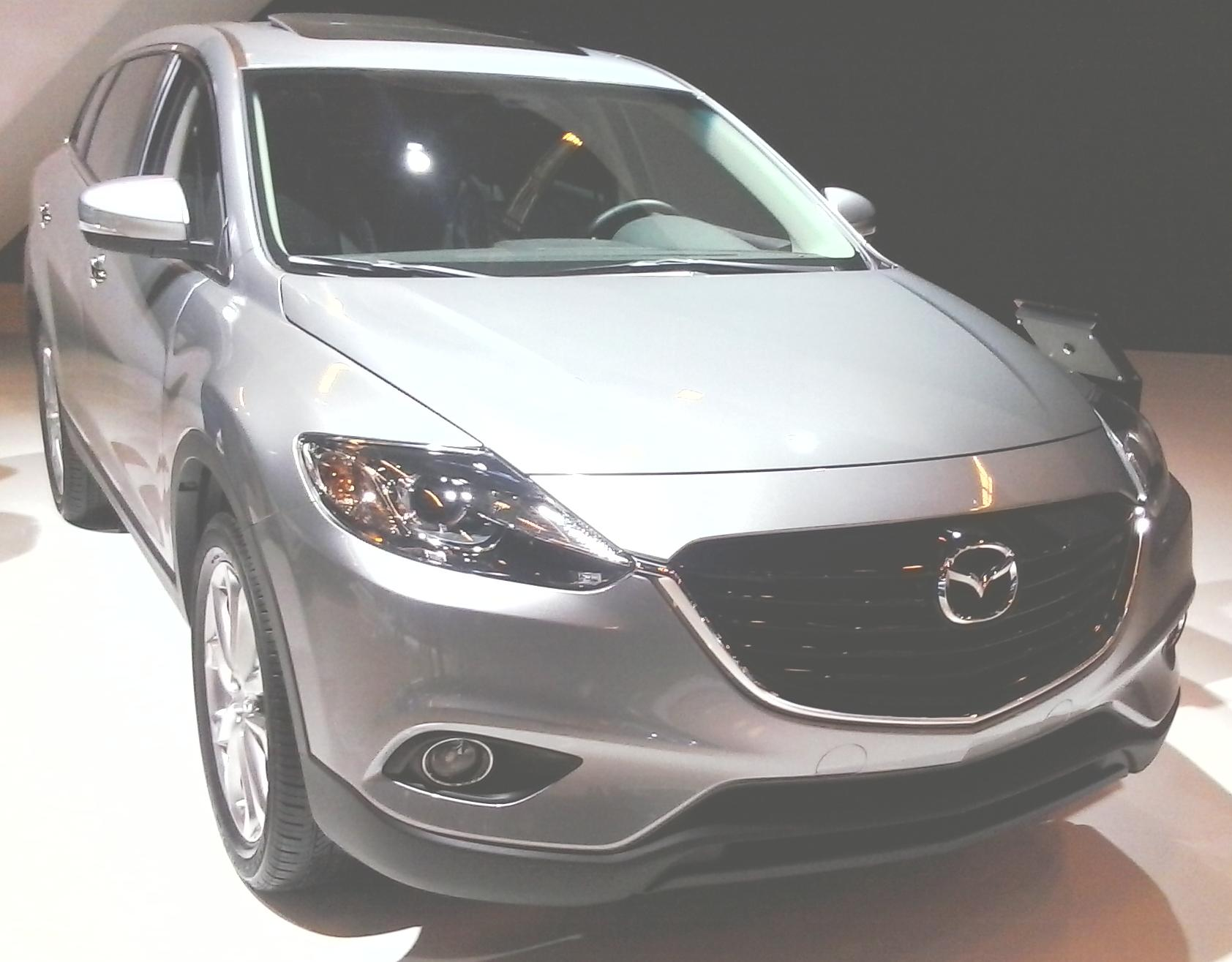
後期型車頭
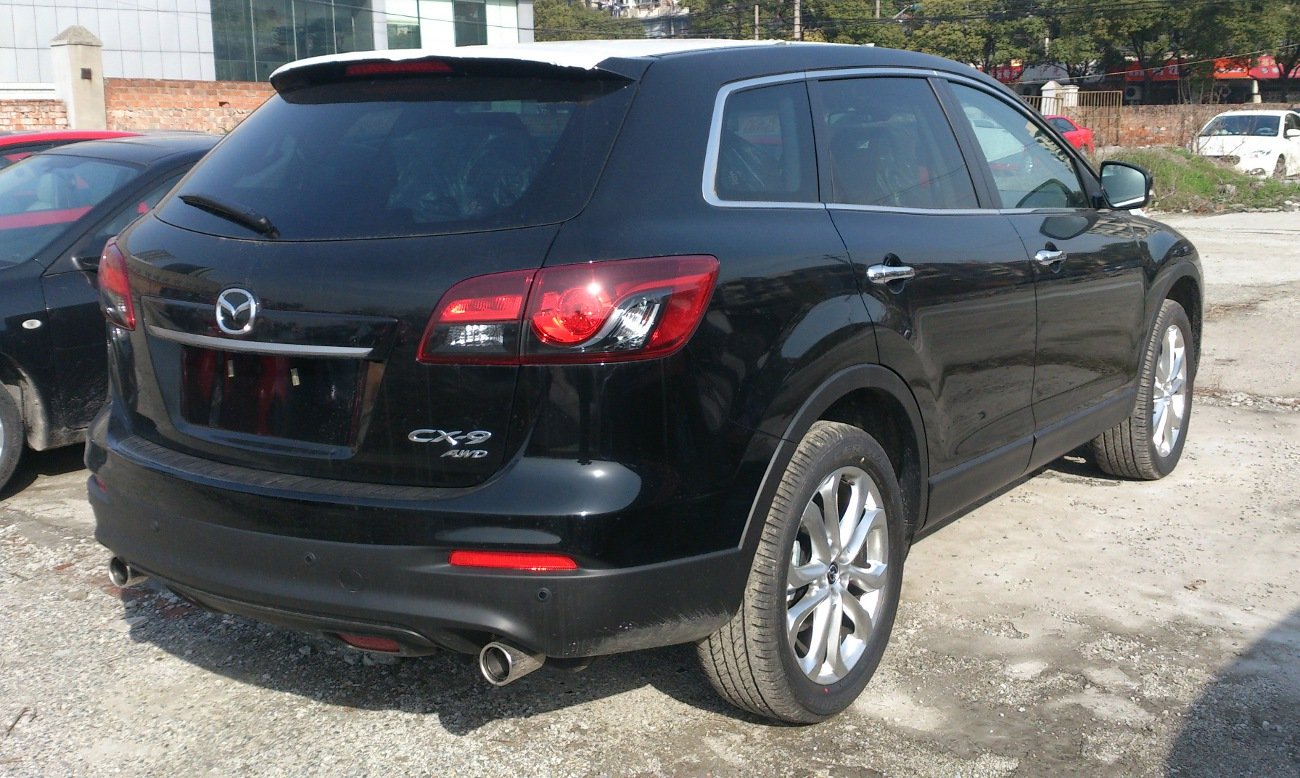
後期型車尾
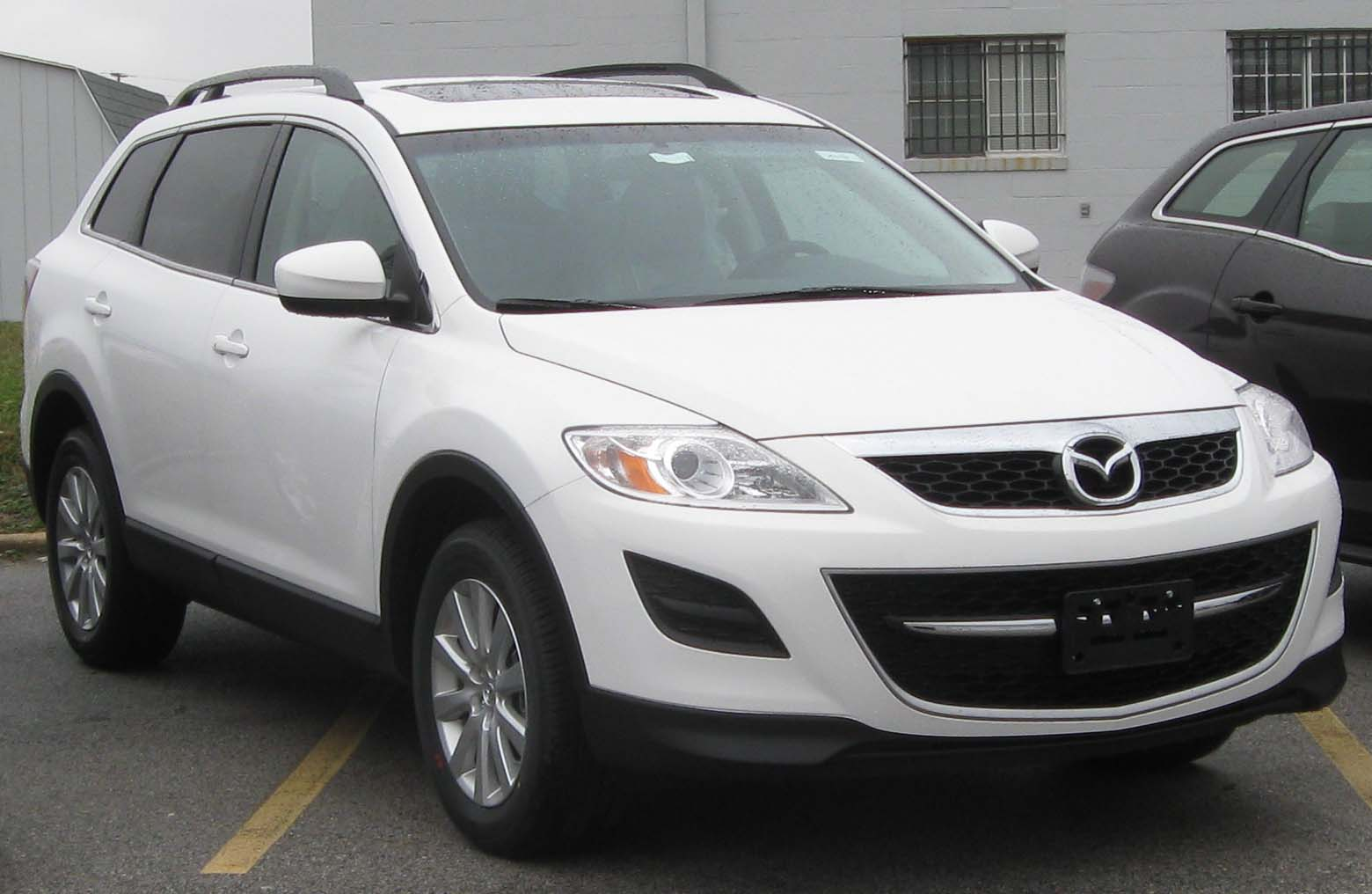
2010年美規小改款
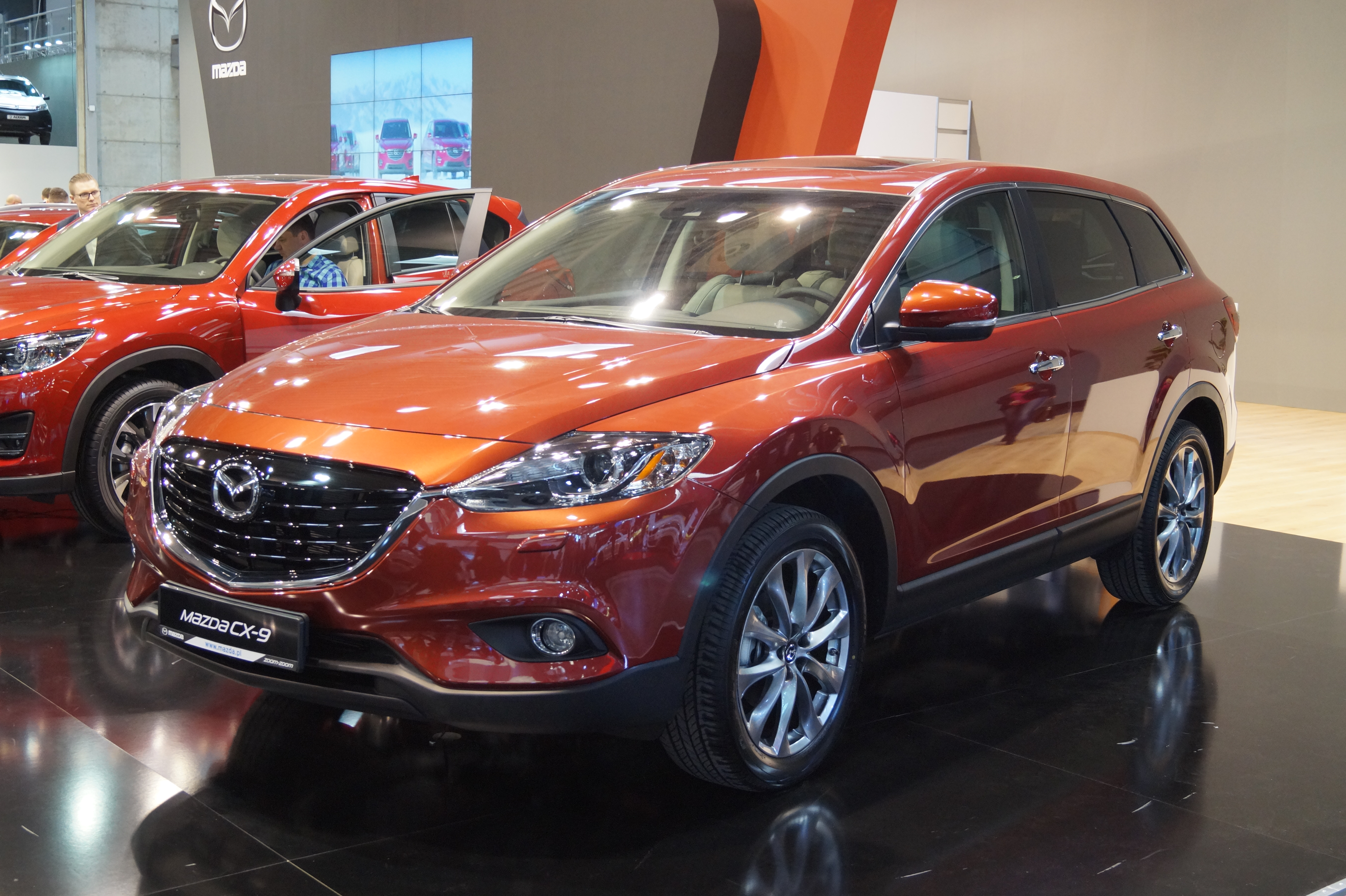
2013年美規小改款

### 第二代（2016年-2023年）
2015年 - 11月19日開幕的洛杉磯國際車展上，原廠首度發表大改款的CX-9。
2016年 - 3月17日馬自達北美分公司宣佈正式售價，並開始販售。最大的變革在於2.5L直列四缸DOHC缸內直噴VVT SKYACTIV-G 2.5T型渦輪增壓引擎，可輸出最大馬力250hp / 5,000rpm，扭力峰值310lb-ft / 2,000rpm。其特殊之處在於排氣歧管分成兩個通路進入渦輪增壓器，口徑較大的具有流量控制截止閥，口徑較小的則無。當引擎轉速低於1,620rpm時閥門關閉，使得排氣通過小口徑歧管的速度增快、壓力增大。受到「噴射器效果（ejector effect）」的原理影響，超短的4-3-1設計之歧管使被壓縮的油氣在排氣閥門剛打開時高速流出，並幫助吸出相鄰歧管內的殘存廢氣。此外，原廠導引部分排出氣體通過中冷器，冷卻後的EGR再回到進氣側，如此一來降低進氣溫度與創造理想空燃比。
外觀方面延續家族臉孔的「魂動」設計元素，車室仍採3排7人座的佈局。車型分成Sport、Touring、Grand Touring、Signature等四種，入門級Sport包含LED頭尾燈、電子手煞車、18吋輪框、倒車顯影系統、DSC車身動態穩定系統、MZD Connect多媒體系統與7.0吋中控彩色顯示螢幕等配備，Touring車型再增加光感應自動調整後視鏡、ABSM盲點偵測系統、Homelink系統、Keyless免鑰匙感應門鎖系統、電動尾門、電動前座椅、真皮座椅等，Grand Touring型再加自適應照明系統、20吋輪框、鋁質內飾板、HUD抬頭顯示器、LAS車道偏離防止系統、SCBS都會主動預煞系統、DRSS車距偵測系統、MRCC雷達定速巡航（Mazda Radar Cruise Control）、車頂行李架等，頂級的Signature則再外加i-ACTIV全時四驅系統、Nappa真皮座椅、Rosewood木紋飾板、LED氣氛燈等。
同年11月28日臺灣馬自達宣佈正式引進CX-9，成為亞洲第一個發售此車款之市場。全車系標配六顆安全氣囊、TCS循跡控制系統、DSC車身動態穩定系統、SCBS都會主動預煞系統、倒車顯影系統、巡航定速系統、HLA上坡輔助系統、Keyless免鑰匙感應門鎖與Push-Start按鈕系統等；中階的2WD旗艦型從18吋輪框改為20吋，並增加電動尾門、Bose音響與12支喇叭、HUD抬頭顯示器、MRCC主動式巡航定速系統、LDWS車道偏離警示系統、LAS車道偏離防止系統、DAA駕駛注意力警示系統、ALH智慧型頭燈、SBS智慧煞車輔助系統等；4WD旗艦型則再加i-ACTIV全時四驅系統。
2017年 - 1月美規車型新增SCBS都會型煞車輔助系統（Smart City Brake Support），並有7種車色塗裝可供選擇。同年6月獲得美國公路安全保險協會評選為最高安全首選（Top Safety Pick＋）。
2023年 - 6月30日美國馬自達宣布CX-9將退出該地市場，並以馬自達CX-90取代。

#### 安全性召回
- 2018年2月20日螢幕延保計畫：因車機螢幕瑕疵問題可能發生於2016-2018年車款，目前北美地區已針對2016/2/11至2017/4/29期間生產車款提供7年延長保固，參照NHTSA內部文件編號MC-10134920-9999[10]。
- 2019年5月30日車身前後線束瑕疵：因車身前後線束接頭瑕疵。車身前後線束接頭固定力較弱可能導致線束訊號中斷。造成前乘客座空氣囊及方向燈不作動或引擎無法啟動，恐有影響行車安全的疑慮。北美與台灣地區同步召，參照NHTSA召回編號19V403000。
- 2019年10月28日輪胎瑕疵：因輪胎生產過程中誤將生產樣品的橡膠原料混入量產的橡膠原料中，可能導致輪胎表面橡膠與輪胎本體脫離，恐有影響行車安全的疑慮。北美與台灣地區同步召回，參照NHTSA召回編號19V770000。
- 2020年10月19日汽油泵浦瑕疵：因汽油泵浦葉片的強度問題，可能會出現變形的情況，將導致汽油泵浦受到干涉並停止運轉，最終會讓車輛引擎無法啟動，甚至在行駛中熄火全球召回。召回涵蓋CX-9與其他車系。

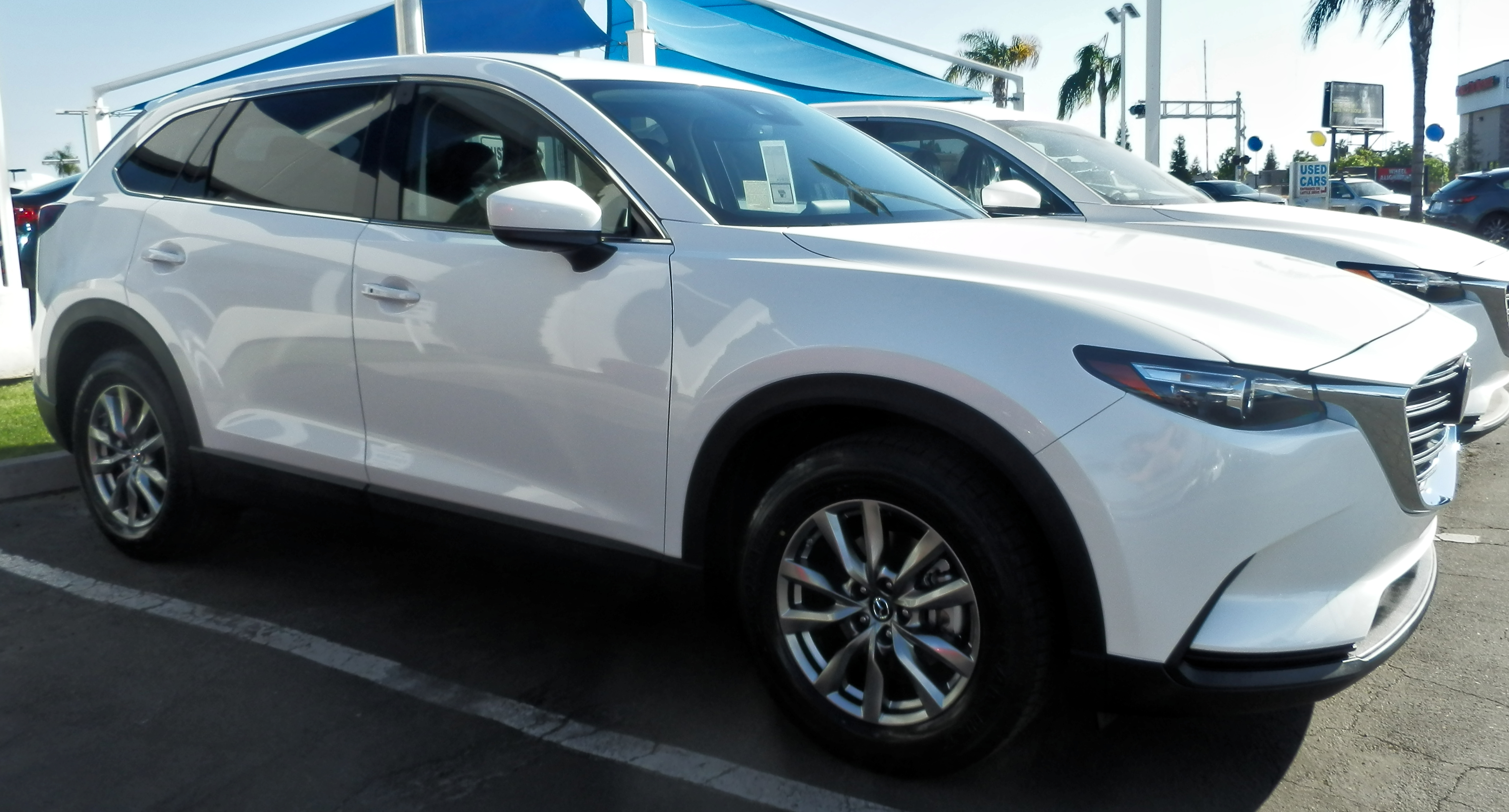
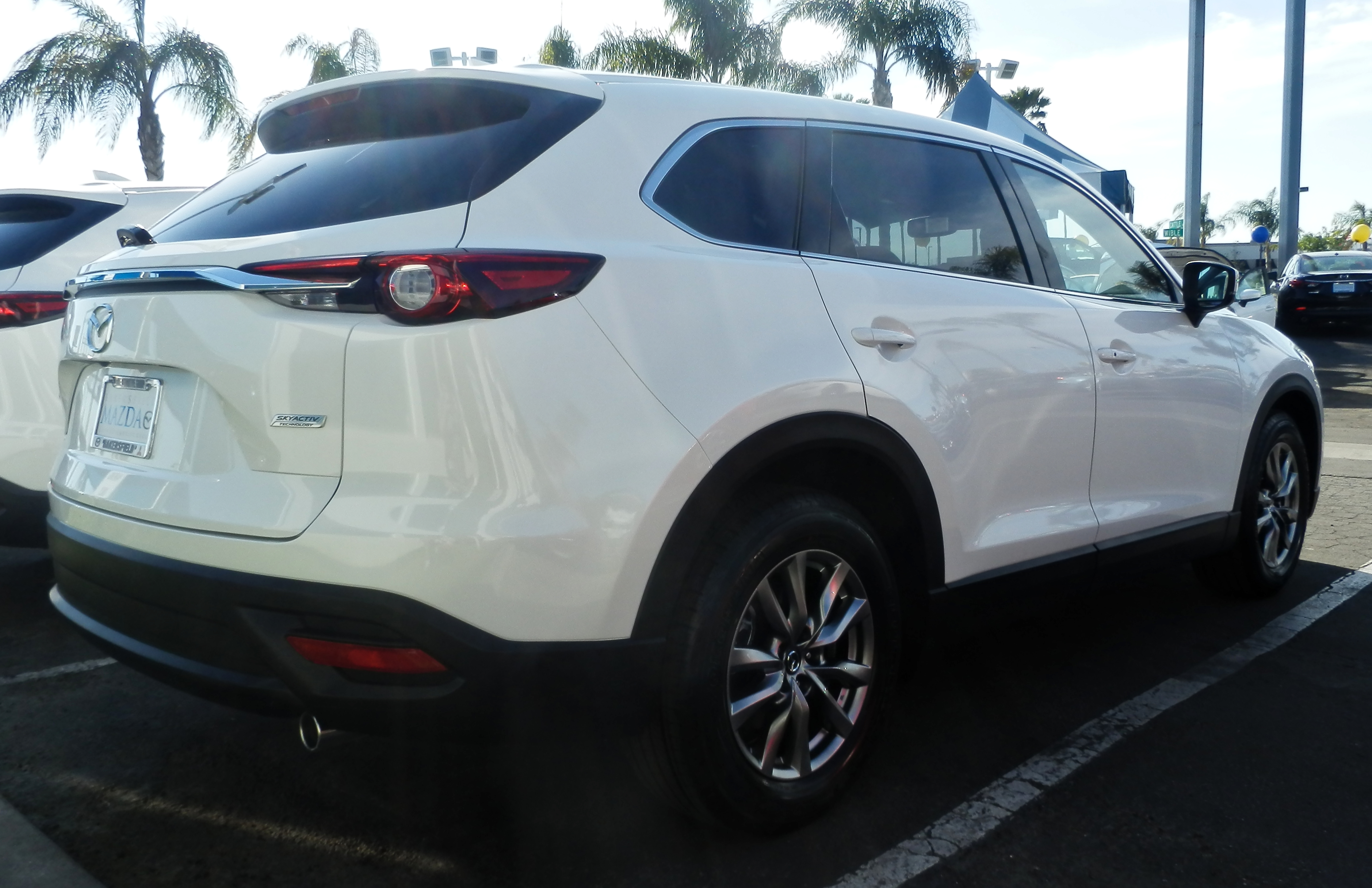
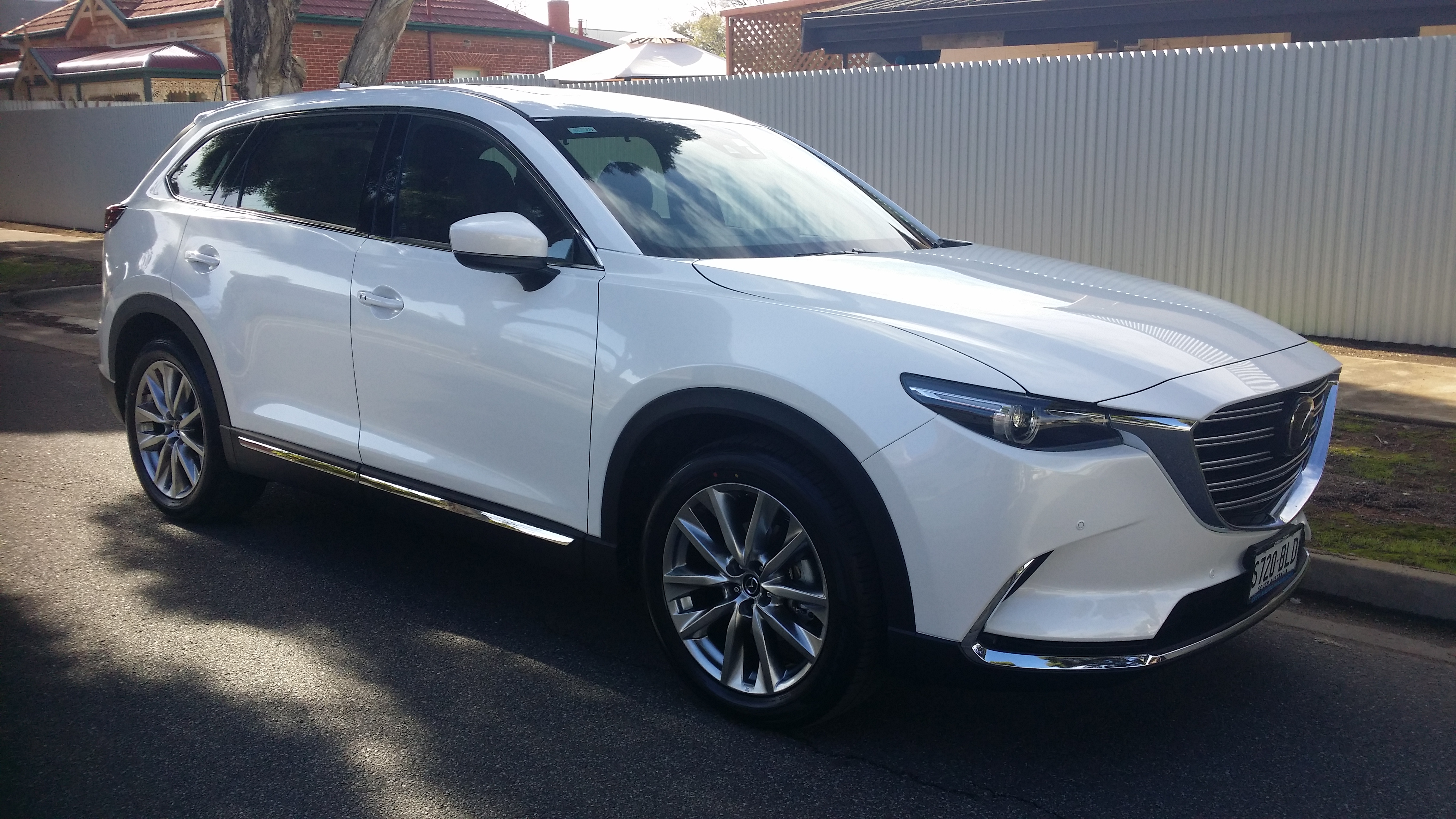
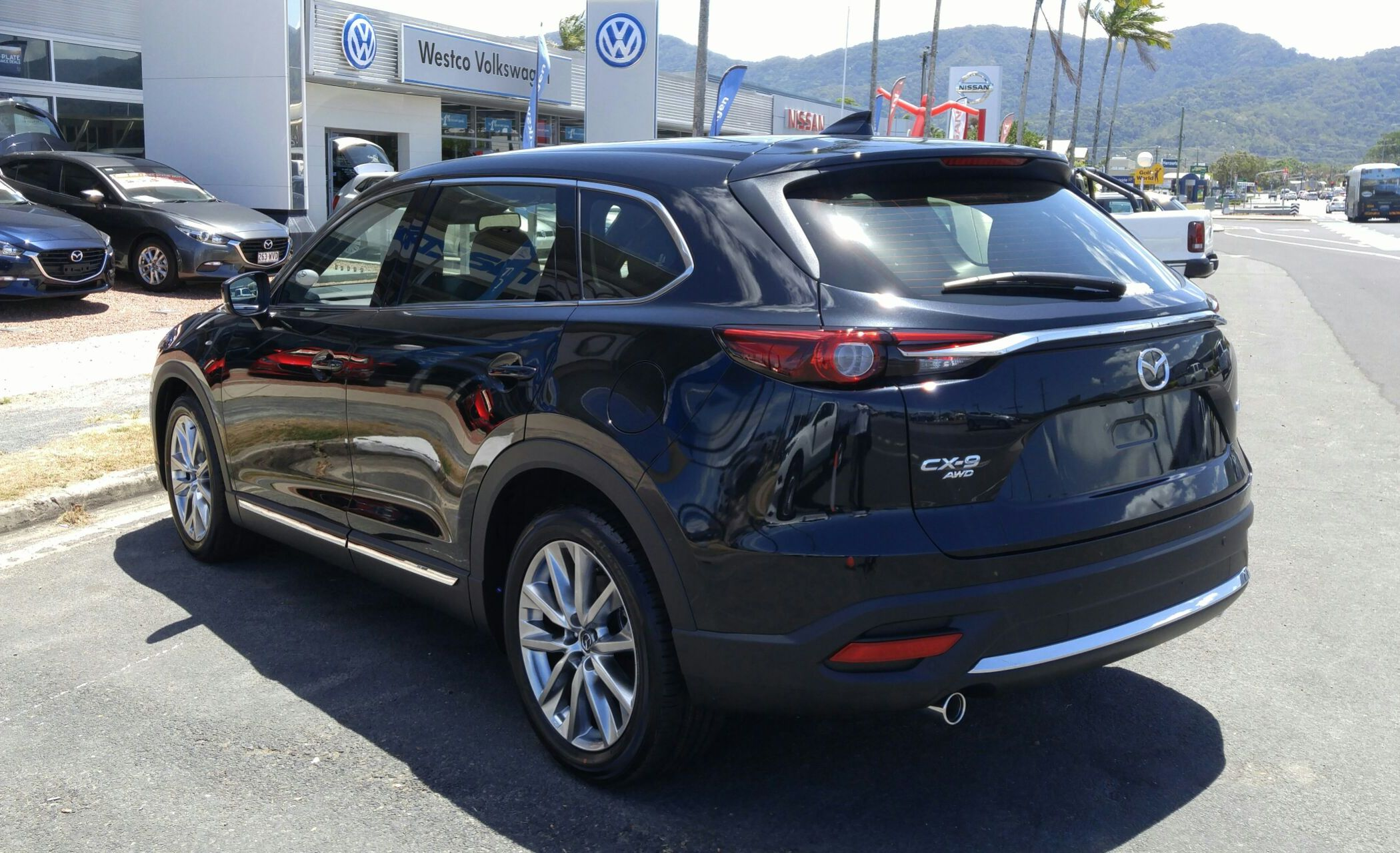
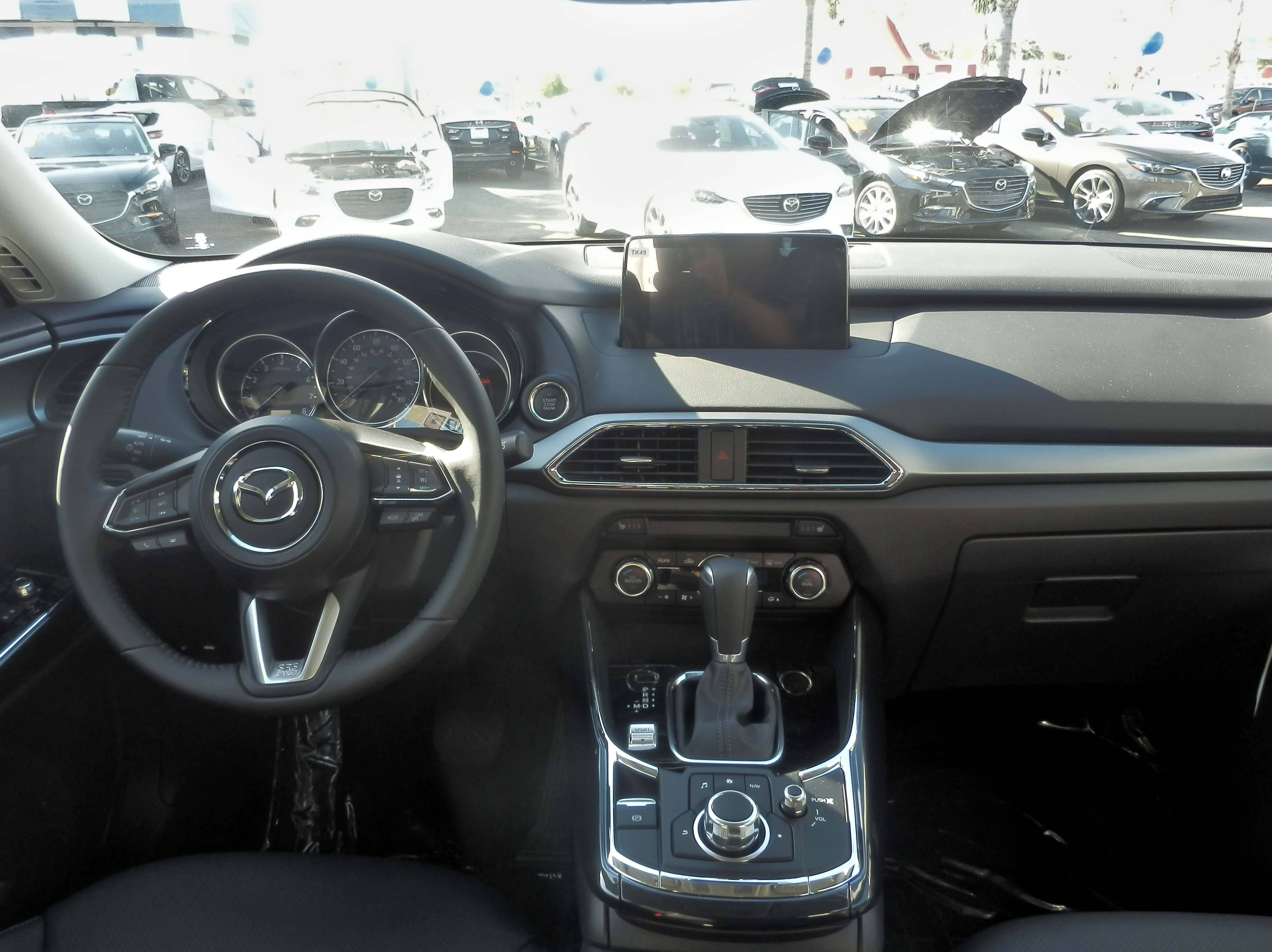
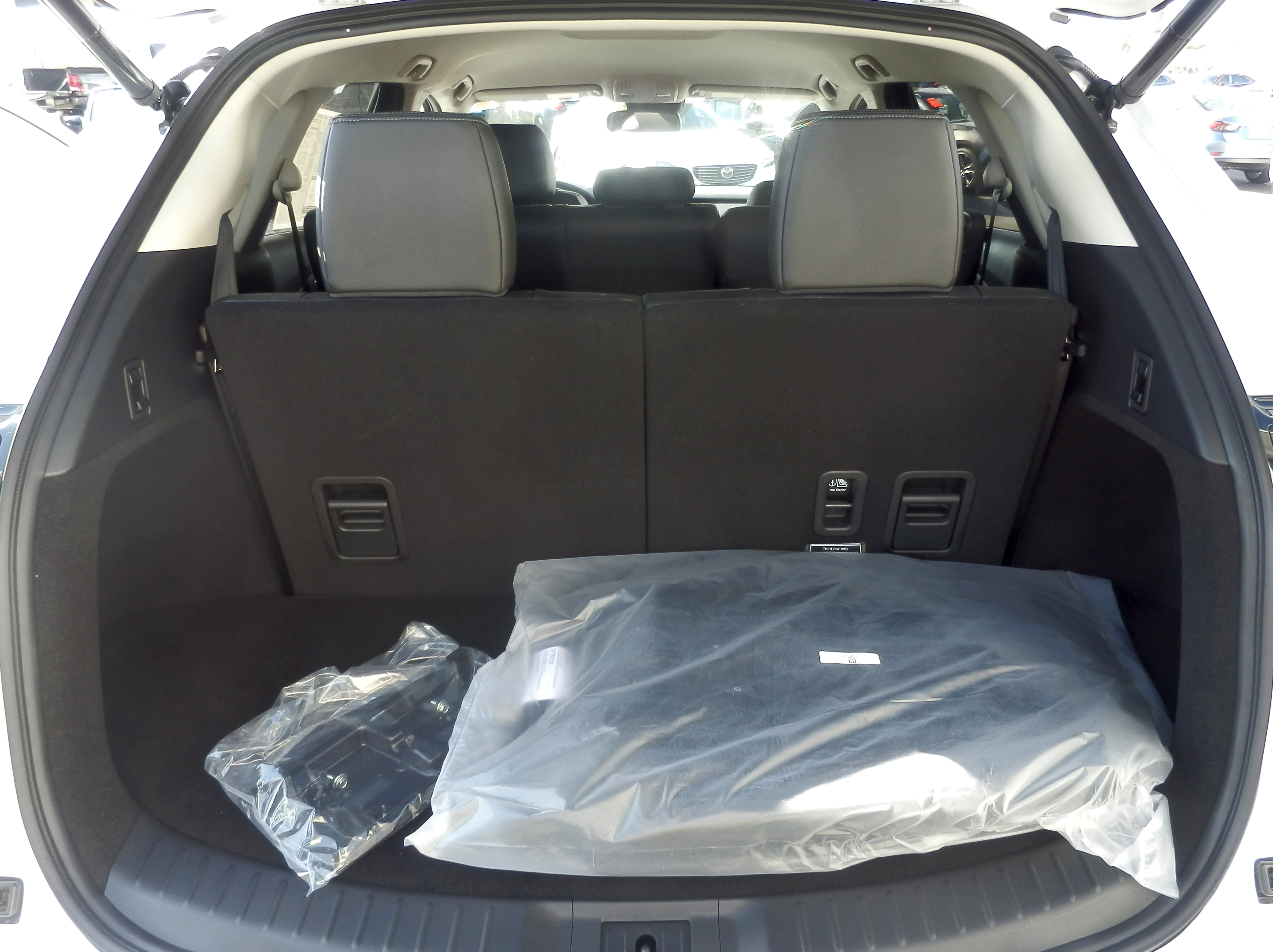
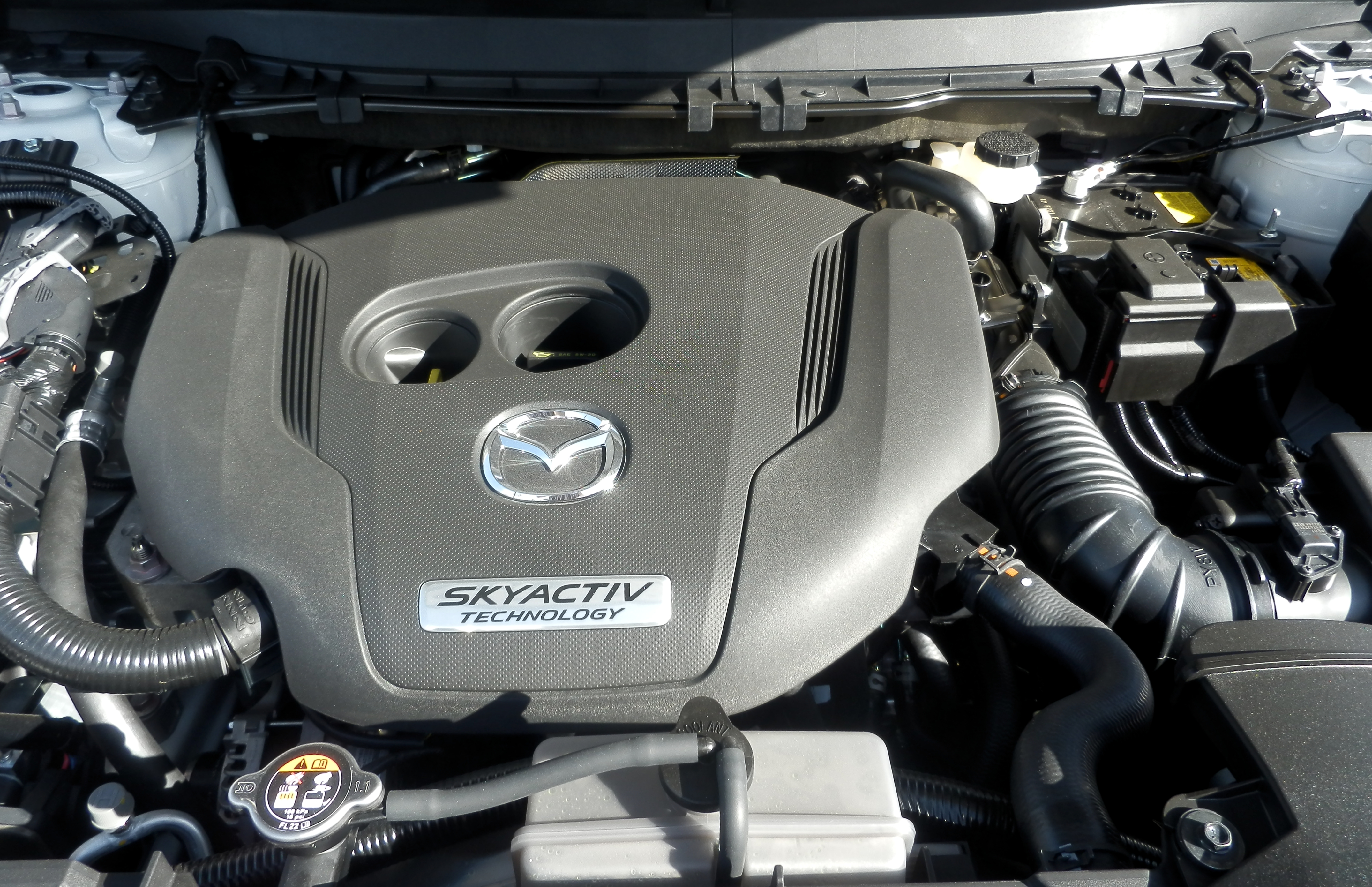

## 外部連結
- 臺灣官方網站 （页面存档备份，存于）
- 美國官方網站 （页面存档备份，存于）